# 萊卡 (蘇聯太空犬)
萊卡（約1954年－1957年11月3日）是一隻蘇聯太空犬，是史上最早進入太空的動物之一，也是第一隻進入地球軌道的動物。萊卡原先是隻在莫斯科街頭尋獲的雌性混種流浪狗，後來於1957年11月3日被蘇聯以太空載具史普尼克2號送入太空。
在萊卡進入太空前，宇宙航行對於乘客的影響幾乎未知。有些科學家認為人類無法承受火箭發射時的環境條件，並且在太空中存活，所以工程師決定以其他動物擔任載人航天的先驅者。然而，萊卡進入太空時，蘇聯尚未發展出脫離地球軌道的技術，因此萊卡所搭乘的太空艙無法回收。即使牠度過了發射的加速度和無重力的適應條件，萊卡還是註定會死亡。這次的實驗目的是為了證明活體乘客能夠承受火箭發射以及失重的環境條件，並釐清生物體在太空中的反應。
蘇聯一開始宣稱萊卡在太空中存活了四天，死因是載具內氧氣即將耗盡，因此在她窒息之前進行安樂死。然而到2002年，俄羅斯才透露萊卡在進入太空後僅數小時即因中暑死亡。
2008年4月11日，俄羅斯官方在莫斯科為萊卡建立一座紀念碑，設計則是一隻站在火箭上的狗。此外，萊卡也留名於莫斯科宇宙征服者紀念碑之中，以紀念其在太空航行研究中所留下的偉大貢獻。

## 史普尼克2號
1957年10月，蘇聯成功發射第一顆人造衛星「史普尼克1號」，並立即著手研製下一顆更高階的人造衛星，預定於12月發射。但蘇聯領導人赫魯雪夫卻希望能夠在1957年11月7日發射一艘太空載具，以紀念十月革命40周年。於是這顆來不及在指定時間內發射的衛星成了未來的史普尼克3號。
為了在指定的11月完成目標，蘇聯必須另造一艘太空船。赫魯晓夫希望他的工程師們能實現一場「太空壯舉」，藉此任務重現史普尼克1號的成就、讓世界為蘇聯的實力所嘆。規劃人員決定放一隻狗在飛行器之中，進行軌道航行。蘇聯火箭工程師長久以來即想先送犬隻上太空，再嘗試載人航天。因此打從1951年開始，蘇聯前後讓12隻狗參與次軌道太空飛行，預定於1958年內進行軌道航行任務，但為了達成赫魯雪夫的命令，這項任務提前至1957年11月7日進行。
史普尼克2號除了預定載承的活體乘客之外，還包含了太陽光及宇宙射線的測量儀器。根據蘇聯的說法，該飛行器的建造始於1957年10月10日或12日，距離預定發射時間僅有4週。可見，史普尼克2號是在極度匆忙之下做出來的作品，因此設計相當粗糙。
太空船上配備的維生系統除了化學製氧機、防止吸入二氧化碳或氧气中毒的設備，還有在溫度超過15 °C（59 °F）時會自動運轉的電扇，藉此讓狗保持涼爽。機內儲放了凝膠狀的存糧，可供應七天長的航程，狗的排泄物則集中到袋子內。座椅上有為狗設計的安全帶和狗鏈，使其僅能站立、坐下或歇躺，全艙的空間大小也不足以讓犬隻轉身。另一項機上裝備則是心電圖，以測量實驗動物的心搏、呼吸速率、最大動脈壓和狗的活動。

## 訓練
當時蘇聯科學家決定以流浪狗作為實驗動物，因為他們相信流浪狗比家犬更有面對飢寒的環境耐受力，於是他們選中了萊卡。
萊卡是一隻雌性混種狗，大約3歲，體重約6公斤。工作人員給她取了幾個小名，像是「小捲毛」（Kudryavka）、「小蟲」（Zhuchka）及「小檸檬」（Limonchik），但其中最有名的名字莫過於「萊卡」，該詞原本是指一個類似哈士奇的犬類品種。而美國媒體當時則稱她為「雜種」（Muttnik，mutt的意思是「雜種狗」，並加上史普尼克的字尾「-nik」），以此影射苏联卫星计划。另外也有媒體稱之為「捲毛」（Curly）。萊卡的真實品種未明，一般認為她具有哈士奇或其他北歐犬種的血統，也可能帶有點㹴犬的基因。NASA曾提到萊卡是一隻「混血薩摩耶㹴」。當時蘇聯雜誌描述萊卡脾氣「冷靜」，不會和其他犬隻起衝突。規畫此次動物實驗的科學家弗拉迪米爾·雅茲多夫斯基在他後來的著作中描述萊卡「安靜而有魅力」。
蘇聯和美國在此之前都曾經讓動物從事次軌道太空飛行。為了這次實驗，蘇聯訓練了3隻太空犬：阿爾比那（Альбина）、穆什卡（Мушка），和萊卡。訓練的工作則由雅茲多夫斯基和奥列格·贾岑科負責。
為了讓犬隻適應太空飛行器座艙尺寸限制，試驗犬被單獨飼養於籠舍中：籠舍尺寸逐漸減小，飼養期最長達20天。連續的囚禁使它們便秘寡尿、焦躁不安，整體狀況惡化，即使施與瀉藥仍無法改善。但研究者發現只有長期訓練可以改善此一情形。受訓的犬隻會被放在離心機內，並模擬火箭升空時的加速度以及噪音。在訓練期間，犬隻的心搏增加了一倍，血壓飆升至30-65托。另外，狗兒的餐點也是給予太空船上特殊的高營養膠狀口糧。
發射前，有一位科學家會將萊卡帶回家與他的孩子們玩耍。雅茲多夫斯基事後在一本描述蘇聯航太醫學的書中提到：「我真想對她好一點，因為她的日子所剩無多。」

## 行前準備
弗拉迪米爾·雅茲多夫斯基最後選擇了萊卡承擔這次的實驗任務，而受過兩次高空火箭訓練的阿爾比那則成為萊卡的候補太空犬；穆什卡則做為對照組，待在地面上與萊卡同時使用維生系統。
雅茲多夫斯基在火箭離開拜科努尔航天发射场之前幫狗們做了手術，使發射器可以回報其呼吸、心搏和血壓。由於在圖拉坦（今屬於哈薩克）附近的機場跑道太小，狗兒和工作人員搭乘的圖-104噴射客機無法降落，必須先到塔什干（今屬於烏茲別克）換成比較輕型的伊尔-14，之後再轉至圖拉坦。升空之前，訓練工作仍然持續進行，並輪流進入太空艙適應餵食系統。
美國國家航空暨太空總署（NASA）資料顯示，萊卡於1957年10月31日進入太空艙，此時距發射還有三天。當時的天氣非常寒冷，工作人員在太空艙上裝上軟管，連結加熱器，以維持太空艙的溫度。兩名助理在升空之前持續關注萊卡的狀況。1957年11月3日，升空任務在拜科努尔航天发射场進行。在此之前，工作人員將萊卡好好的打理一番，他們以稀酒精沾濕萊卡的毛，進行消毒，並以碘塗佈在生理感測器的周圍。
其中一個技師將太空艙打理好後，將萊卡安置在她的座位上。「將萊卡的艙口關上之前，我們親了她的鼻子，祝福她一路順風。我們知道，她再也不會回來了。」

## 宇宙航行
火箭升空的準確時間個來源說法不同，大約是在莫斯科時間05:30:42或07:22。當加速度到達最大時，萊卡的呼吸頻率驟增，為發射前的3到4倍左右。發射前，萊卡的心搏為每分鐘103下，加速前期增加到每分鐘240下。到達軌道後，史普尼克2號的鼻錐成功脫離；然而，火箭芯級未能分離，導致熱控系統無法工作。隔熱材料撕裂導致控溫系統異常，使艙內溫度升高到40 °C（104 °F）。失重後3小時，萊卡的心搏才回到每分鐘102下，回復時間比地面訓練時要長了三倍。初期遙測顯示萊卡焦躁不安，但仍有進食。5至7小時後，萊卡徹底失去生命跡象。
蘇聯科學家曾在萊卡的食物中加入毒藥，將萊卡安樂死。多年以來，這些人不斷爭論她究竟是因為太空艙電力耗盡窒息而死，還是吃了食物而被安樂死。萊卡確切的死因一直爭論不休，直到1999年，數筆俄羅斯的資料顯示，萊卡在环绕地球飞行第四圈时因太空艙過熱而中暑死亡。2002年10月，當時負責此計畫的一位科學家狄米特里·馬拉申科夫（Dimitri Malashenkov）透露萊卡是因過熱而死。根據他在美國德州休斯頓的世界太空會議上報告的一份資料，「這次實驗顯示，在如此緊湊時間不可能建造一個可靠的恆溫系統。」
1958年4月14日，史普尼克2號在飛行5個月之後，帶著萊卡的屍體一同墜落，在大氣層中焚燬，一共繞行了地球2,570圈。

## 爭議

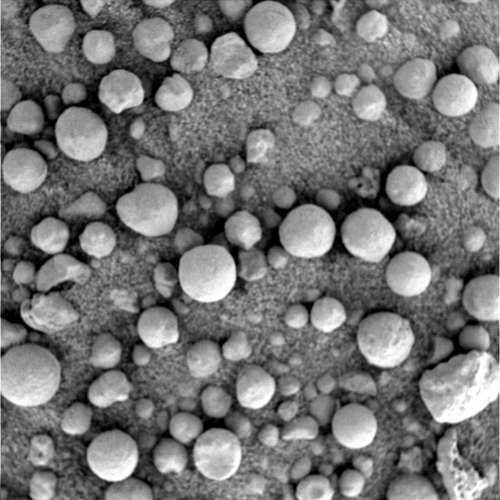
在火星探测漫游者任務中，NASA將火星上的某一種土壤命名為「萊卡」。

萊卡所產生的動物權利議題很長一段時間無人聞問，因為當時美國和蘇聯正在進行激烈的太空競賽。1957年的一份報紙剪報指出，當時媒體只關心這件事情的政治性，而萊卡的健康問題則擺在其次。
史普尼克2號屬於不可回收性飛行器，因此萊卡在計畫中註定死亡。於是燃起了虐待動物和動物試驗的爭議。在英國，全國犬類保護聯盟呼籲所有養狗的飼主默哀一分鐘；皇家防止虐待動物協會（RSPCA）在莫斯科電台宣布火箭升空之前就接獲抗議。當時動物權利保護團體呼籲公眾到各個蘇聯大使館進行抗議；有一些人則在美國紐約的聯合國總部進行示威遊行 。不過，美國方面的實驗室研究員們至少在萊卡死亡的消息傳出之前都是支持蘇聯實驗的。
蘇聯本土方面，無論是媒體或書籍上的爭議均相對較少，此後多年無人公開質疑該決策。直到1998年，當時的科學家奧列格·賈岑科對於將萊卡送上太空表示相當懊悔。其他华沙条约组织國家則由於言論審查的關係，同樣鮮少有人敢質疑此事；然而波蘭的學術圈則對於這件事大肆批評。1958年發行的波蘭文科學期刊《何人？何時？何為？》（Kto, Kiedy, Dlaczego）討論了史普尼克2號任務，克日什托夫·博潤在此雜誌的航天專欄某一章節指出，沒能將萊卡活著帶回地球令人扼腕，也無疑是科學界的重大損失。
萊卡的紀念雕像位於俄羅斯的星城的宇宙人訓練中心。在牠之後的所有太空動物實驗都由可回收的飛行載具執行，但仍有4隻狗在蘇聯的太空任務中殉職。1960年7月28日，巴爾斯（Чайка）和利西加（Лисичка）在R-7火箭升空後不久的爆炸中喪生。1960年12月1日，小蜜蜂（Пчёлка）和穆什卡乘坐的史普尼克6號則因飛行器回收時的電力異常導致軌道偏離。蘇聯為了不讓西方國家取得火箭，刻意將其爆破，導致兩隻太空犬殉職。

## 紀念

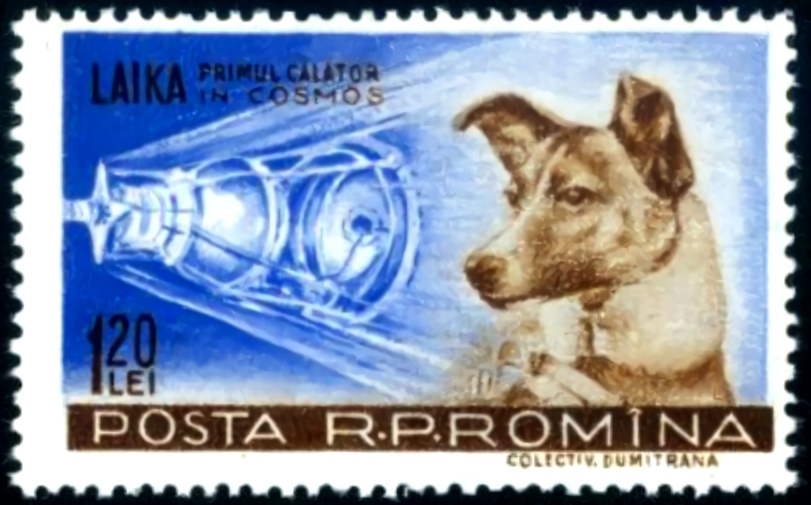
1959年羅馬尼亞紀念郵票，上面寫著「萊卡，首位進入宇宙的旅行者。」

萊卡死後，蘇聯公布她執行任務時的相片。照片中的萊卡繫著安全帶坐在太空艙中回頭看望，英姿飒爽。許多紀念品即是以此張照片做為設計，如蒙古和羅馬尼亞的郵票。
這張照片中的萊卡形象也銘刻在了莫斯科的宇宙征服者紀念碑上。史普尼克1號發射之後，蘇聯開始為紀念碑競圖。最後勝出的是蘭迪佛斯基（A.P. Faidysh- Krandievsky）、以及科欽（A. N. Kolchin）、巴須（M. O. Barshch）三位雕刻家的作品。紀念碑於並於1964年10月4日落成，也就是史普尼克1號發射7周年的日子。紀念碑成尖塔狀，塔身是一架火箭，基座則是鈦塑造的噴射氣流。而紀念碑附近博物館的四周外牆，則是以歷來太空英雄為主題做浮雕。而浮雕上的萊卡，則是根據她在太空艙上繫著安全帶的經典照片塑造。此外，許多流行樂團也以萊卡為名，例如芬蘭樂團萊卡與宇宙人，以及1993年在英國組的樂團等等。而美國太空總署也將火星的一個土壤採樣處命名為萊卡。
2008年4月11日，俄羅斯官方在莫斯科為萊卡建立一座紀念碑。紀念碑的附近就是當年將萊卡送上太空的軍事研究機構，外型設計則是萊卡站在火箭上。

## 腳註
1. ↑  「萊卡」的俄文原意為「吠叫者」，也可以指某些品種的狗
2. ↑  飛行器以拋物線性飛行可在特定時間內造成短暫失重，藉此訓練太空員體會太空中失重的情形。

### 書目
- Angliss, Sarah and Uttley, Colin. Science in the Dock: The man who trained the space dogs. [2005-01-28]
- Anon. An Internet memorial to Laika （页面存档备份，存于）. [2004-09-01]
- Dubbs, Chris and Burgess, Colin（英语：Colin Burgess (author)）. Animals In Space: From Research Rockets to the Space Shuttle, 2007.
- Grahn, Sven. Sputnik-2, more news from distant history（页面存档备份，存于）. [2004-09-01]
- Mars Exploration Rover Mission: Opportunity arrives at "Vostok" （页面存档备份，存于）
- NSSDC Master Catalog: Sputnik 2（页面存档备份，存于） (2003-11-26). [2004-09-01]
- On This Day, November 3 – 1957: Russians launch dog into space （页面存档备份，存于）. BBC News.[2004-09-01]
- Soviet Fires New Satellite, Carrying Dog; Half-Ton Sphere Is Reported 900 Miles Up （页面存档备份，存于） [1957-11-03] New York Times.
- Whitehouse, David [2002-10-28] First dog in space died within hours （页面存档备份，存于）, BBC News Online.
- Zak, Anatoly (November 3, 1999). The True Story of Laika the Dog （页面存档备份，存于）. space.com.
- Siddiqi, Asif. A., , NASA, 2000 SP-2000-4408. Part 1 (page 1-500) （页面存档备份，存于）, Part 2 (page 501-1011) （页面存档备份，存于）.

## 外部連結
- History of Sputnik Missions （页面存档备份，存于）
- Sputnik 2 at Astronautix
- New York Times front page article, November 3, 1957
- Laika memorial page （页面存档备份，存于）